# Hall Lake
Der Hall Lake ist ein See  des kanadischen Territoriums Nunavut.

## Lage
Der Hall Lake befindet sich in der Qikiqtaaluk-Region im Osten der Melville-Halbinsel.
Der See liegt auf 6 m Höhe. Der Hall Lake wird im Süden über den 5 km langen Ikerasak River zur Roche Bay, einer Seitenbucht des Foxe Basin, entwässert.
Im äußersten Norden am Sarvaq Inlet trennen den See vom Foxe Basin lediglich 2 km.
Im äußersten Süden nähert sich der See bis auf 3 km der Ostküste der Melville-Halbinsel.
Die Gesamtfläche des Sees beträgt 491 km², davon sind 474 km² Wasserfläche.
Es gibt zwei größere Inseln im See: Walrus Island und Kite Island.
Die Inuit-Siedlung Sanirajak liegt 30 km östlich des Sees an der Ostküste der Melville Peninsula.